# علی‌آباد (گچساران)
علی آباد لیشتر، روستایی از توابع بخش مرکزی شهرستان گچساران در استان کهگیلویه و بویراحمد ایران است.

## جمعیت
براساس سرشماری مرکز آمار ایران در سال ۱۳۶۵، جمعیت آن ۶۶۴ نفر (۱۲۱ خانوار) بوده‌است.
در جلسه مورخ ۲۹ /۱۰ /۱۳۵۸ بنا به پیشنهاد شماره ۹۱۹۸ /۵۳ /1 /۱۰۶۳۰ مورخ ۱۲ /۱۰ /۱۳۵۸ و‌زارت کشور به استناد تبصره ۲ ماده ۲ قانون تقسیمات کشوری مصوب آبانماه ۱۳۱۶ تصویب نمودند:
نام رو‌ستای لیشتر عربها تابع بخش مرکزی شهرستان گچساران استان کهگیلویه و بویراحمد به علی آباد تغییر یابد
طبق تصویرنامه راجع به تعاریف و ضوابط تقسیمات در شهرستان گچساران هیات وزیران در جلسه مورخه ۱۳۶۵/۲/۲ بنابه پیشنهاد شماره ۵۳-۵-۱-۷۶۸۲ مورخه ۱۳۶۵/۸/۲۰ وزارت کشور در اجرای ماده ۱۳ قانون تعاریف و ضوابط تقسیمات کشوری مصوب تیرماه ۱۳۶۲ مجلس شورای اسلامی و به استناد ماده ۳۱ آئین‌نامه اجرایی قانون مذکور مصوب مهرماه ۱۳۶۵ و طبق ماده ۳ قانون مذکور و تبصره‌های ذیل آن تصویب نموده اند.
بر اساس مرکز پژوهش های مجلس شورای اسلامی در جلسه هیات وزیران در تاریخ ۱۳۶۶/۰۲/۰۲ شش دهستان تشکیل شدند که روستای علی آباد (عربها) مرکز دهستان لیشتر می باشد.